# Debbie Osborne
Debbie Osborne est une actrice américaine spécialisée dans les films de sexploitation.

## Filmographie
- 1970 : Country Cuzzins : Une invitée à la soirée
- 1970 : Cindy and Donna : Cindy Weeks
- 1970 : Tobacco Roody : Liz
- 1971 : Pinocchio : Angelica
- 1971 : The Cult : Nana
- 1971 : Midnite Plowboy : Bernice
- 1971 : The Toy Box : Sally Howard
- 1971 : Southern Comforts : Prissy